# Jagdstaffel 76
A Jagdstaffel 76, conhecida também por Jasta 76, foi um esquadra de aeronaves da Luftstreitkräfte, o braço aéreo das forças armadas alemãs durante a Primeira Guerra Mundial. No total a esquadra abateu 20 aeronaves inimigas.